# 7289 Камеґаморі
7289 Камеґаморі (7289 Kamegamori) — астероїд головного поясу, відкритий 5 травня 1991 року.
Тіссеранів параметр щодо Юпітера — 3,553.